# Canton de Réchicourt-le-Château
Le canton de Réchicourt-le-Château est une ancienne division administrative française qui était située dans le département de la Moselle et la région Lorraine.

## Géographie
Ce canton est organisé autour de Réchicourt-le-Château dans l'arrondissement de Sarrebourg. Son altitude varie de 210 m (Assenoncourt) à 355 m (Foulcrey) pour une altitude moyenne de 255 m.

## Langue
D'après un recensement de 1962, le canton comptait 20 à 40 % de locuteurs du francique lorrain. Après cette date, les recensements de l'INSEE ont arrêté de poser la question de la langue maternelle au citoyen enquêté.

## Administration

### Conseillers généraux de 1833 à 2015
| Période | Période      | Identité                                 | Étiquette    | Qualité |
| ------- | ------------ | ---------------------------------------- | ------------ | --- |
| 1833    | 1848         | M. Germain                               |              | Propriétaire à Réchicourt-le-Château |
| 1848    | 1862 (décès) | Charles Alexis Collignon de Videlange    |              | Avocat, juge à Saint-Mihiel (Meuse) Maire de Rhodes |
| 1862    | 1866 (décès) | Jean-François Justin Germain (1799-1866) |              | Juge de paix Maire de Réchicourt-le-Château (1856-1866), ancien conseiller d'arrondissement |
| 1866    | 1871         | Joseph Clément Désiré Genfeld            |              | Propriétaire à Hattigny |
| 1871    | 1919         | Annexion allemande                       |              | |
| 1919    | 1932 (décès) | Adolphe Georgel (1875-1932)              | URL          | Propriétaire à Foulcrey |
| 1932    | 1940         | Paul Georgel (1877-1955)                 | URD          | Marchand de vin Maire de Foulcrey |
| 1940    | 1944         | Annexion allemande                       |              | |
| 1945    | 1951         | Alcide Evrard                            | DVD          | Cultivateur Maire d'Assenoncourt |
| 1951    | 1969 (décès) | Fernand Royer (1909-1969)                | RPF puis DVD | Ancien chef de service chez Bata Maire de Moussey |
| 1970    | 1982         | Pierre Messmer                           | UDR puis RPR | Gouverneur Général de la France d'Outre-Mer Premier Ministre (1972-1974) Député (1968-1988) Conseiller régional (1968-1992) Président du Conseil Régional (1978-1979) Maire de Sarrebourg (1971-1989) |
| 1988    | 2003 (décès) | Fernand Charlier (1927-2003)             | DVD          | Maire d'Avricourt |
| 2003    | 2015         | André Perrin                             | DVD-UDI      | Vice-Président du Conseil Général, Moussey |

### Conseillers d'arrondissement (de 1833 à 1940)
| Période                                  | Période      | Identité                       | Étiquette         | Qualité |
| ---------------------------------------- | ------------ | ------------------------------ | ----------------- | --- |
| 1833                                     | 1848         | Jean-François Justin Germain   |                   | Juge de paix, propriétaire à Réchicourt-le-Château                                                          |
|                                          |              |                                |                   | |
| 1919                                     | 1925 (décès) | Charles Masson (1860-1925)     | URL               | Propriétaire cultivateur à Gondrexange                                                                      |
| 1925                                     | 1940         | Augustin Bonnetier (1869-1949) | Front lorrain URD | Agriculteur, maire de Réchicourt-le-Château                                                                 |
| 1940                                     |              |                                |                   | Les conseils d'arrondissement ont été suspendus par la loi du 12 octobre 1940 et n'ont jamais été réactivés |
| Les données manquantes sont à compléter. |              |                                |                   | |

## Composition
Le canton de Réchicourt-le-Château groupe 14 communes et compte 3 960 habitants (recensement de 2011 sans doubles comptes).
| Communes              | Population (2012) | Code postal | Code Insee |
| --------------------- | ----------------- | ----------- | ---------- |
| Assenoncourt          | 131               | 57260       | 57035      |
| Avricourt             | 708               | 57810       | 57042      |
| Azoudange             | 117               | 57810       | 57044      |
| Foulcrey              | 192               | 57830       | 57229      |
| Fribourg              | 168               | 57810       | 57241      |
| Gondrexange           | 481               | 57815       | 57253      |
| Guermange             | 93                | 57260       | 57272      |
| Hertzing              | 187               | 57830       | 57320      |
| Ibigny                | 99                | 57830       | 57342      |
| Languimberg           | 181               | 57810       | 57383      |
| Moussey               | 656               | 57770       | 57488      |
| Réchicourt-le-Château | 600               | 57810       | 57564      |
| Richeval              | 137               | 57830       | 57583      |
| Saint-Georges         | 210               | 57830       | 57611      |

## Démographie
| 1962  | 1968  | 1975  | 1982  | 1990  | 1999  | 2011  |
| ----- | ----- | ----- | ----- | ----- | ----- | ----- |
| 5 019 | 5 315 | 5 005 | 4 554 | 4 099 | 3 940 | 3 960 |